# Berylmys berdmorei
Berylmys berdmorei  (Blyth, 1851) è un roditore della famiglia dei Muridi, diffuso in Cina e Indocina.

## Descrizione

### Dimensioni
Roditore di grandi dimensioni, con lunghezza della testa e del corpo tra 175 e 255 mm, la lunghezza della coda tra 134 e 192 mm, la lunghezza del piede tra 36 e 46 mm, la lunghezza delle orecchie tra 23 e 29 mm e un peso fino a 331 g.

### Aspetto
La pelliccia è moderatamente lunga e ruvida. Le parti superiori sono color acciaio, le parti ventrali sono bianche. Le orecchie sono arrotondate. Il dorso delle zampe è bianco-grigiastro. La coda è più corta della testa e del corpo, marrone scuro superiormente, mentre inferiormente variano dal marrone al bianco-grigiastro screziato. Le femmine hanno un paio di mammelle pettorali, due paia post-ascellari e due paia inguinali. Il cariotipo è 2n=40 FN=64.

## Biologia

### Comportamento
È una specie notturna. Passa la maggior parte del giorno in cunicoli e tane. Occasionalmente provoca danni all'agricoltura, sebbene eviti insediamenti umani.

## Distribuzione e habitat
Questa specie è diffusa nella provincia cinese dello Yunnan, Thailandia, Laos, Cambogia, Vietnam meridionale e l'Isola di Côn Đảo.
Vive nelle foreste fino a 1.400 metri di altitudine. È stato spesso osservato in prossimità di zone paludose.

## Conservazione
La IUCN Red List, considerato il vasto areale, la tolleranza al degrado del proprio habitat e la popolazione numerosa,, classifica M.berdmorei come specie a rischio minimo (Least Concern).